# ジーエルテクノホールディングス
ジーエルテクノホールディングス株式会社（GLTECHNO HOLDINGS,INC.）は、東京都新宿区に本社を置き、ジーエルサイエンスとテクノクオーツなどを傘下に置く持株会社。

## 概要
ジーエルサイエンスは長年にわたりクロマトグラフィーに係る製品の企画・開発から製造・販売・メンテナンスを、テクノクオーツは長年にわたり石英ガラス加工製品の製造をそれぞれ手掛けてきた。
ジーエルサイエンスとテクノクオーツは2024年2月9日、共同持株会社設立（共同株式移転）による経営統合に関する基本合意書を締結。2024年6月に両社の定時株主総会において共同持株会社設立（共同株式移転）に関する株式移転計画が承認された。
2024年10月1日に共同株式移転により、ジーエルテクノホールディングス株式会社を設立。ジーエルサイエンスとテクノクオーツなどはジーエルテクノホールディングスの完全子会社となり、同時にジーエルサイエンスとテクノクオーツに代わって東京証券取引所スタンダード市場に上場した。
ジーエルテクノホールディングスは、グループ会社における生産拠点を中国から日本国内に回帰させるなど、生産能力の増強を図る。

## 沿革
- 2024年10月1日 - ジーエルサイエンスとテクノクオーツの共同株式移転により設立。同時に東京証券取引所スタンダード市場へ上場。

## グループ会社
- ジーエルサイエンス株式会社
- テクノクオーツ株式会社
- 株式会社フロム
- 株式会社グロース
- アイシンテック株式会社
- ジーエルソリューションズ株式会社
- 技尔（上海）商貿有限公司
- GL Sciences B.V.
- GL Sciences Inc.
- 杭州泰谷諾石英有限公司
- GL TECHNO America, Inc.